# República Socialista Soviética Tajique
A República Socialista Soviética Tajique (em tajique: Ҷумҳурии Шӯравии Сотсиалистии Тоҷикистон; romaniz.: Jumhurii Šūravii Sotsialistii Tojikiston; em russo: Таджикская Советская Социалистическая Республика; Tadzhikskaya Sovetskaya Sotsialisticheskaya Respublika), também conhecida como Tajiquistão Soviético, foi uma das repúblicas constituintes da União Soviética.
Foi criada no dia 5 de dezembro de 1929, como uma entidade nacional para o povo tajique dentro da União Soviética. Sucedeu à República Socialista Soviética Autônoma Tajique (RSSA Tajique), criada em 14 de outubro de 1924, dentro da República Socialista Soviética Uzbeque, durante o processo de delimitação fronteiriça da Ásia Central soviética. Em 24 de agosto de 1990, a RSS Tajique declarou soberania de suas fronteiras. O país passou a se chamar República do Tajiquistão no dia 31 de agosto de 1991 e declarou independência em relação à União Soviética nove dias depois. Após a dissolução da URSS, foi adotada uma nova constituição em 6 de novembro de 1994.
Com 143 100 km² de extensão, fazia fronteira com o Afeganistão ao sul, a RSS Uzbeque a oeste, a RSS Quirguiz ao norte, e China a leste. Logo ao sul, também há o Paquistão , sendo os dois países divididos pelo corredor de Wakhan.